# Еншамеш
Еншамеш (порт. Enxames; МФА: [ẽ.ˈʃɐ.mɨʃ]) — парафія в Португалії, у муніципалітеті Фундан. Розташована в східній частині країни, на теренах історичної португальської провінції Бейра. Входить до складу округу Каштелу-Бранку. За адміністративним поділом, чинним до 1976 року, терени парафії були складовою провінції Нижня Бейра. Належить до Порталегрівсько-Каштелу-Бранківської діоцезії Католицької церкви. Патрон — Діва Марія. Площа — 22,4839 км². Населення — 520 ос. (2011). Слабо урбанізований регіон. Густота населення — 23,13 осіб/км²
. Код — 050431.

## Населення
| 1991 | 2001 | 2011 |
| 661  | 596  | 520  |